# Абрамов, Александр Константинович
Александр Константинович Абрамов (28 августа (9 сентября) 1836 — 21 октября (2 ноября) 1886) — русский генерал-лейтенант, участник Туркестанских походов.

## Биография

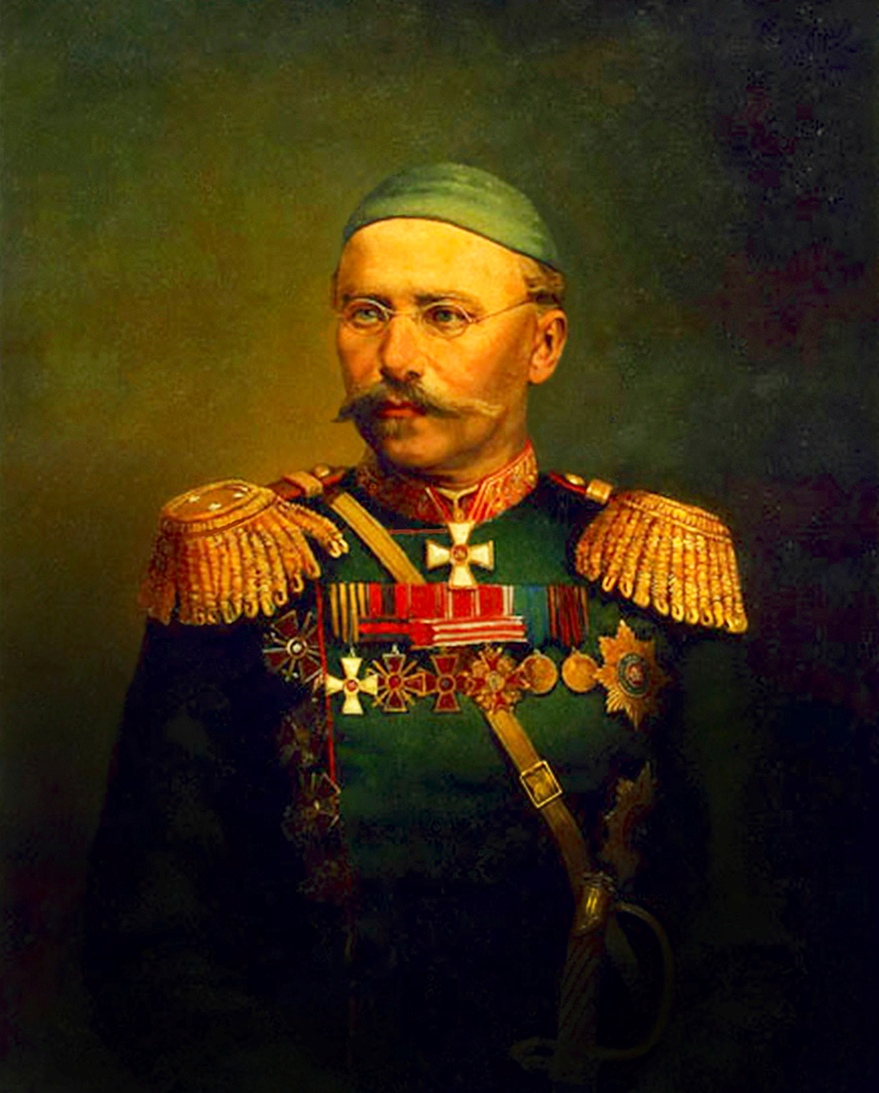
А. К. Абрамов (не ранее 1882 года)
на портрете И. А. Тюрина

Происходил из дворян Новгородской губернии и воспитание получил в Дворянском полку, откуда 17 апреля 1854 года выпущен на службу прапорщиком артиллерии. В марте 1858 года был переведён в Сибирскую пешую батарею, а с 1862 года начал свою боевую службу в Средней Азии. В том же году, участвуя при взятии кокандской крепости Пишпек, был тяжело контужен в голову, поэтому до конца жизни прикрывал голову небольшой кожаной шапочкой. За отличие награждён орденом св. Анны 4-й степени 5 июня 1864 года; за отличие при взятии крепости Аулие-ата — орденом св. Станислава 3-й степени. В том же году, после взятия Чимкента, Абрамов получил орден св. Анны 3-й степени и был произведён в штабс-капитаны.
В начале июня 1865 года Абрамов, действуя по поручению генерала Черняева, занял оставленную кокандцами крепостцу Чиназ на Сырдарье и уничтожил переправу через эту реку. За эту операцию Абрамов получил чин капитана.
Затем был штурм Ташкента, проведённый успешно и малой кровью; многие из участников получили награды. Александр Константинович здесь командовал первой штурмовой колонной и первым ворвался в укреплённый и отчаянно защищавшийся город, за что был награждён орденом Св. Георгия 4-й степени.
В начале 1866 года на место Черняева прибыл Романовский и началась война с Бухарой. В сражении при Ирджаре капитан Абрамов руководил действиями левого фланга русских войск. За своё руководство был произведён в подполковники и удостоен ордена Св. Владимира 4-й степени с мечами и бантом. Затем участвовал при взятии штурмом Ходжента, за что награждён орденом Св. Станислава 2-й степени.
Появление на свет Туркестанской губернии и прибытие в край назначенного генерал-губернатора Кауфмана Абрамов встретил на должности Джизакского коменданта. В самом штурме Джизака Абрамов участия не принимал — его оставили прикрывать обоз. В то время, когда Романовский уже уехал, а Кауфман ещё не приехал, и временно главноначальствовал в крае генерал Мантейфель, особых боевых действий не происходило, однако Абрамов взял и разрушил бухарскую крепость Яны-Курган, мотивируя это преследованием разбойников. Формальный начальник края Оренбургский губернатор Крыжановский раздражённо писал в Петербург:

При этом считаю нужным заявить Вашему высокопревосходительству, что подобное своеволие со стороны подполковника Абрамова, предпринявшего движение, не получив на то разрешения от генерал-майора Мантейфеля, я нахожу в высшей степени непростительным и, чтоб раз навсегда прекратить такие своевольные поступки со стороны частных начальников в Туркестанской области, признаю полезным поручить и. д. туркестанского военного губернатора произвести строжайшее исследование о причинах, заставивших подполковника Абрамова решиться на такой поступок; но независимо от этого, находя, что войска, участвовавшие в деле, исполнили свой долг блистательным образом, испрашиваю разрешения на представление особенно отличившихся к наградам.

На взгляд М. А. Терентьева в этом и весь секрет русской пограничной политики:

… следствия и выговоры само собою, а награды само собою… Таким образом создалась у нас своеобразная система действий в Средней Азии: начальникам мелких отрядов предоставлялась свобода почина, нередко вопреки видам правительства; результаты же их предприимчивости признавались правительством как свершившийся факт, «достоянием истории», а предприимчивый начальник, вслед за замечанием, получал и награду. Поэтому жалобы Крыжановского на то, что в Туркестанской области «воцаряется полный беспорядок» и что он нисколько не будет удивлён, «если подполковник Абрамов двинется и на Самарканд», кажутся по меньшей мере напрасными…

Крыжановский как в воду глядел: весной 1868 года полковник Абрамов участвовал в сражении на Чапан-атинских высотах, привёдшем к занятию Самарканда. Несколько дней спустя Абрамов взял полунезависимый от Бухары Ургут. В решительном сражении с бухарцами при Зерабулаке Абрамов командует главными силами. Произведённый в том же году в генерал-майоры, по заключении мира с бухарским эмиром, Абрамов был назначен начальником вновь образованного Заравшанскаго округа.
В числе военных экспедиций, предпринятых Александром Константиновичем во время управления краем, в особенности достойно замечания участие его в междоусобной войне, возникшей в конце 1868 года между бухарским эмиром и его старшим сыном Катты-тюря. Признав полезным поддержать эмира, Абрамов овладел в октябре занятым мятежниками городом Карши (за что получил золотую саблю с надписью «За храбрость») и немедленно передал его во власть эмира. Таким же образом было поступлено в 1870 году с полунезависимыми городами Шахрисябзского бекства — Шааром и Китабом: по взятии этих городов штурмом (за что Абрамов получил орден св. Станислава 1-й степени с мечами и св. Георгия 3-й степени) и изгнании непокорных беков Джура-бия и Баба-бия, он передал города эмиру.

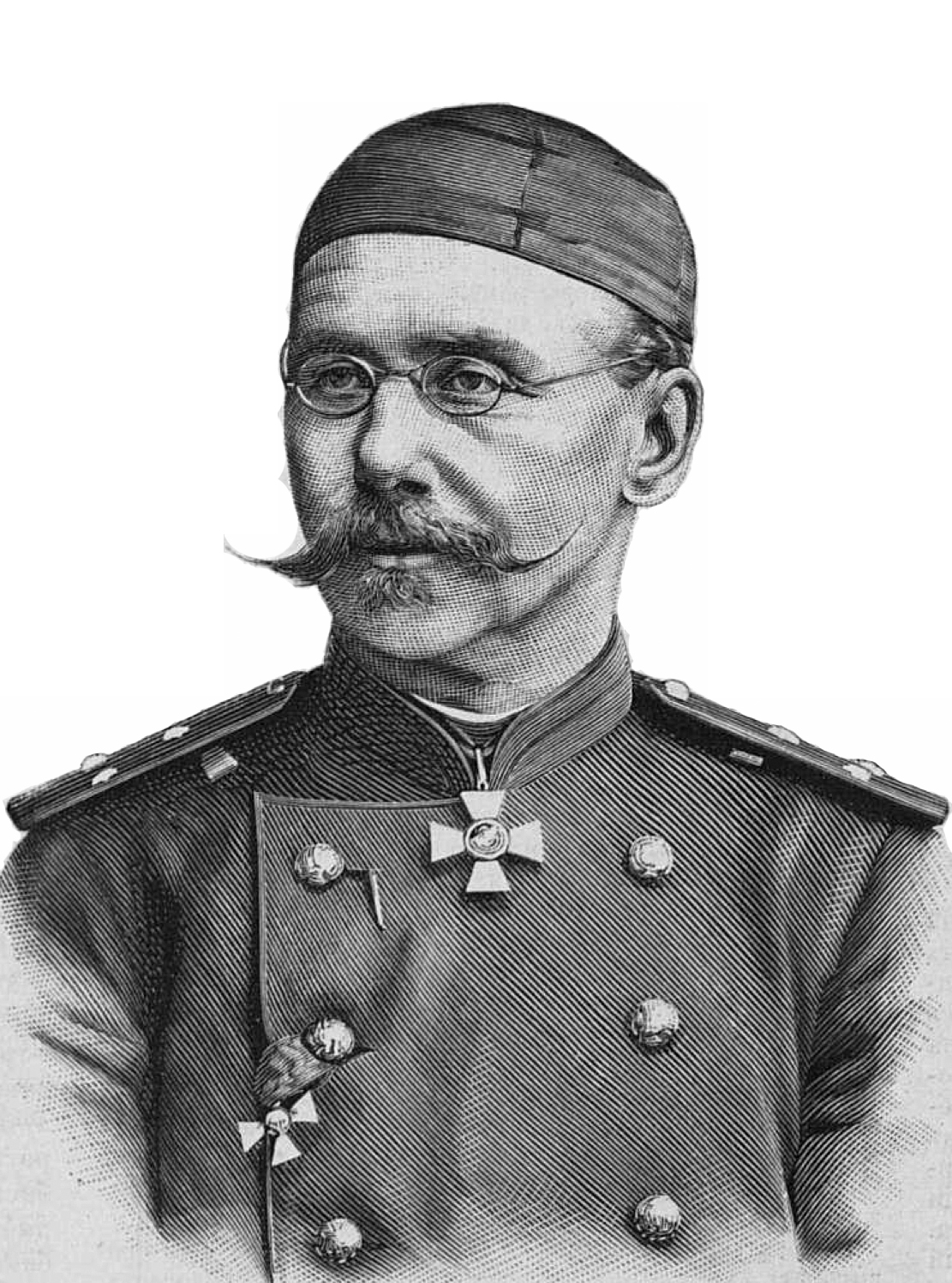
А. К. Абрамов, гравюра с фотографии С. Л. Левицкого, 1880-е годы

Летом того же 1870 года Абрамовым была предпринята рекогносцировочная экспедиция к верховьям Заравшана и озеру Искандер-куль, подготовившая последовавшее вскоре присоединение мелких горных бекств к Заравшанскому округу и оказавшая большую услугу науке исследованием малоизвестной страны. Получил за бой на Куликанских высотах 29 июня 1871 года орден св. Анны 1-й степени, а за дело в верховьях Зеравшана св. Владимира 2-й степени с мечами.
По умиротворении Средней Азии, назначен в марте 1877 года начальником Ферганской области. 19 февраля 1879 года он был произведён в генерал-лейтенанты, а 4 ноября 1883 года назначен командиром 4-й пехотной дивизии. Отчисленный затем от командования, Абрамов назначен был членом комиссии по составлению положения об управлении Туркестаном. По окончании трудов этой комиссии, получив Высочайшую благодарность, Абрамов был отпущен на годичный отъезд за границу на лечение и по возвращении весной 1886 года назначен командиром 13-й пехотной дивизии; 21 октября 1886 года умер в Симферополе. Был похоронен на Симферопольском военном кладбище
С 1870 года состоял действительным членом Императорского Русского Географического общества. Его записки о Каратегинском владении были напечатаны в «Известиях Императорского Русского Географического общества» за 1870 год (отд. II).
Именем А. К. Абрамова назван крупный горный ледник, расположенный на южных склонах Алайского хребта, откуда берёт начало река Коксу, приток реки [Сырдарья)] (южная составляющая реки Сырдарья).

## Награды
- Орден Святой Анны 4 ст. за храбрость (1862)[2]
- Орден Святого Станислава 3 ст. с мечами и бантом (1863)
- Орден Святой Анны 3 ст. с мечами и бантом (1864)
- Орден Святого Георгия 4 ст. (1865)
- Орден Святого Владимира 4 ст. с мечами и бантом (1866)
- Золотая сабля «За храбрость» (1869)
- Орден Святого Станислава 1 ст. с мечами (1870)
- Орден Святого Георгия 3 ст. (1870)
- Орден Святой Анны 1 ст. (1870)
- Императорская корона к Ордену Святой Анны 1 ст. (1873)
- Орден Святого Владимира 2 ст. с мечами (1876)
- Орден Белого Орла (1882)